# Sinmoría
En Atenas en el siglo IV a. C., una sinmoría («grupo de reparto (repartición)») designaba un grupo de contribuyentes encargados de financiar colectivamente una trierarquía o el pago de una parte de la eisphora satisfecha por la polis (ciudad). 

## Eisphoray sinmoría
Para facilitar el cobro por la ciudad de la eisphora, «los atenienses fueron por primera vez divididos en sinmorías bajo el arcontado de Nausinico», en 378/377 a. C. Cada una de estos cientos de sinmorías parece que agrupaba una docena de miembros (symmoritai) y tenía a su cargo una centésima parte de la eisphora recaudada por la ciudad mediante la decisión de la Asamblea de ciudadanos. Para que el sistema fuera equitativo, el conjunto de capitales poseído por los miembros de una sinmoría debía ser equivalente al reunido en cada una de las otras sinmorías. La elección no se hacía pues por azar, sino en función de este criterio, de manera que la derrama de cada sinmoría era equivalente, en la medida en la que cada una pagaba a la ciudad.
En el marco de la proeisphora, los tres miembros más ricos de cada sinmoría estaban encargados de anticipar la suma debida, suma que era reembolsada ulteriormente por los otros symmoritai, sin que parece que fuera siempre muy fácil. Las fuentes, por ejemplo Demóstenes en su discurso 42 = Contra Fenipo 25, distinguen de manera explícita este grupo particular, el de los «Trescientos» atenienses más ricos encargados de facilitar el cobro del impuesto en sus respectivas sinmorías. La primera certificación de pago de la proeisphora data de 364 a. C., pero se desconoce si esta institución litúrgica fue de entrada, desde 378 a. C., asociada al sistema de las sinmorías, pero es tentador considerar que la creación de los dos sistemas estuvo relacionado. La otra hipótesis sería que la impopularidad del impuesto y las dificultades de cobro hubieran causado este sistema de recurso previo a los tres ciudadanos más ricos de la sinmoría dejándoles con la responsabilidad de reclamar el dinero anticipado que les debían los otros symmoritai.